# Michelle Monaghan
Michelle Lynn Monaghan (23. ožujka 1976.) je američka glumica, najpoznatija po ulogama u filmovima Cmok cmok bang bang, Nemoguća misija III, Nestala bez traga, Kako ukrasti nevjestu, Oko sokolovo i Izvorni kod te po ulozi Maggie Hart u prvoj sezoni televizijske serije Pravi detektiv.

## Vanjske poveznice
- Michelle Monaghan u internetskoj bazi filmova IMDb-u (engl.)